# Suchoi Su-11 (1947)
Die Suchoi Su-11 (russisch Сухой Су-11, auch Projekt LK) war der Prototyp eines sowjetischen Jagd- und Frontbombenflugzeuges aus der zweiten Hälfte der 1940er Jahre. Sie ist nicht zu verwechseln mit dem späteren, in Serie gebauten Abfangjäger gleichen Namens.

## Geschichte
Die Su-11 wurde ab September 1946 von Pawel Suchoi als Nachfolgerin der Su-9 (K) entwickelt. Von ihr wurden sowohl der Rumpf mit dem zweirädrigen Bugfahrwerk als auch die Druckkabine, der Schleudersitz, der Bremsschirm, die Luftbremsen und die Starthilfsraketen U-5 mit je 11,3 kN (Brenndauer 8 s) übernommen. Neu waren die um 0,8 m² vergrößerte Flügelfläche des Trapezflügels sowie die Antriebe. War die Su-9 noch mit zwei RD-10-Triebwerken, einem Nachbau des deutschen Jumo 004, ausgestattet, erhielt die Su-11 zwei Ljulka TR-1. Das TR-1 war das erste in der Sowjetunion entwickelte Strahltriebwerk. Entworfen hatte es Archip Ljulka.
Konzeptionell war die Su-11 ein freitragender Tiefdecker in Ganzmetall-Halbschalenbauweise mit ovalem Rumpfquerschnitt und ebenfalls freitragendem Normalleitwerk. Der Pilot wurde durch eine 12 bis 15 mm dicke Stahlplatte am Rücksitz geschützt. Die Räder des Hauptfahrwerks wurden beidseitig in den Rumpf eingezogen. Als Bewaffnung erhielt das Muster zwei 23-mm-Kanonen und eine 37-, optional 45-mm-Kanone im Rumpfbug. Für die vorgesehene Rolle als Jagdbomber sollte die Su-11 zwei 250-kg- oder zwei 500-kg-FAB (Sprengbomben) an Unterflügelstationen mitführen.
Die Erprobung begann am 28. Mai 1947 und offenbarte einige Mängel. Zwar wurden bessere Leistungen als mit der Su-9 erreicht, das Hauptproblem waren aber die unausgereiften und nicht fehlerfrei arbeitenden Triebwerke. Suchoi entschloss sich daher zum Einbau zweier RD-500-Antriebe. Das so entstandene Flugzeug erhielt die Bezeichnung Su-13 (KD). Geflogen wurde es allerdings nicht mehr, da die etwa zur selben Zeit erprobten Muster MiG-15 und Il-28 für die Rolle als Jäger bzw. Frontbomber schon die inzwischen gesammelten Erfahrungen im Hochgeschwindigkeitsflug berücksichtigten und somit erfolgversprechender waren. Auch wurde recht willkürlich das Konstruktionsbüro Suchoi im November 1949 aufgelöst, so dass eine Erprobung gar nicht mehr stattfinden konnte. Das Projekt wurde noch vor dem Erstflug eingestellt.

## Technische Daten
| Kenngröße             | Daten Сухои Су-11 (ЛК)                                   |
| --------------------- | -------------------------------------------------------- |
| Hersteller            | OKB Suchoi                                               |
| Baujahr(e)            | 1946/1947                                                |
| Besatzung             | 1 Pilot                                                  |
| Länge                 | 10,55 m                                                  |
| Spannweite            | 11,80 m                                                  |
| Höhe                  | 3,64 m                                                   |
| Flügelfläche          | 22,20 m²                                                 |
| Flügelstreckung       | 6,3                                                      |
| Leermasse             | 4.637 kg                                                 |
| Startmasse            | 6.350 kg                                                 |
| Antrieb               | zwei Ljulka TR-1                                         |
| Leistung              | je 12,75 kN (1300 kp)                                    |
| Höchstgeschwindigkeit | 890 km/h in Bodennähe 910 km/h in 3.000 m Höhe           |
| Steigzeit             | 3,6 min auf 5.000 m                                      |
| Dienstgipfelhöhe      | 13.000 m                                                 |
| Reichweite            | 900 km                                                   |
| Bewaffnung            | zwei 23-mm-MK NR-23 eine 37-mm-MK N-37 500 kg Bombenlast |